# メナヘム
メナヘムは、北イスラエル王国の第16代の王である。名前はヘブライ語で「慰められた」という意味である。子に王位を世襲した最後の北イスラエル王であるペカフヤがいる。

## 治世
ガディの子として生まれる。シャルム王が北イスラエルの王ゼカリヤを殺害して王位を奪取したと聞き、サマリヤに行ってシャルムを殺害して王になった。しかし、新しく王になったメナヘムに対する反乱が続いたので、ティフサフの町で残忍な方法で反乱を鎮圧した。
自分の王位を強固にするため、彼はアッシリアの王ティグラト・ピレセル3世の臣下になり、銀1000タラントを贈った。彼はその銀を、イスラエルのすべての有力な資産家より50シェケルずつ供出させた。
この同盟は後に、北イスラエルがアッシリアに併合されるという結果を招いた。メナヘムは国内の反アッシリア派の抵抗に遭ったが、死ぬまで王位を維持した。紀元前742年にメナヘムは死去して、ペカフヤが王位を継承した。